# Colonia de Nigeria
La Colonia de Nigeria fue la época en la historia de Nigeria cuando la región de África Occidental estaba gobernada por el Imperio británico desde mediados del siglo XIX hasta 1960. La influencia británica en la región comenzó con la prohibición del comercio de esclavos a los súbditos británicos en 1807. Gran Bretaña se anexó a Lagos en 1861 y estableció el Protectorado de la Costa del Níger en 1884. La influencia británica en la zona del Níger aumentó gradualmente durante el siglo XIX, pero los británicos no ocuparían efectivamente la zona hasta 1885. Otras potencias europeas reconocieron el dominio británico sobre el área en la Conferencia de Berlín de 1885. 
Durante los años 1886 – 1899, gran parte del país fue gobernado por la Real Compañía Nigeriana, autorizada por George Taubman Goldie. En 1900, el Protectorado de Nigeria del Sur y el Protectorado de Nigeria del Norte pasaron de manos de la empresa a la Corona. A instancias del gobernador Frederick Lugard, los dos territorios se amalgamaron como la Colonia y el Protectorado de Nigeria, manteniendo al mismo tiempo una considerable autonomía regional entre las tres regiones principales. Las constituciones progresistas posteriores a la Segunda Guerra Mundial preveían un aumento de la representación y el gobierno electoral de los nigerianos. El período colonial propiamente dicho en Nigeria duró de 1900 a 1960, tras el cual Nigeria obtuvo su independencia.

## Visión general
A través de una secuencia progresiva de regímenes, los británicos impusieron el gobierno de la Colonia de la Corona en el área de África Occidental que llegó a conocerse como Nigeria, una forma de gobierno que era tanto autocrática como burocrática. Después de adoptar inicialmente un enfoque de gobierno indirecto, en 1906 los británicos fusionaron la pequeña Colonia de Lagos y el Protectorado de Nigeria del Sur en una nueva Colonia de Nigeria del Sur, y en 1914 eso se combinó con el Protectorado de Nigeria del Norte para formar la Colonia y el Protectorado de Nigeria. La administración y el control militar del territorio fue llevado a cabo principalmente por británicos blancos, tanto en Londres como en Nigeria.
Tras la conquista militar, los británicos impusieron un sistema económico diseñado para sacar provecho de la mano de obra africana. La base esencial de este sistema era una economía monetaria—específicamente la libra esterlina británica—que podía exigirse mediante impuestos, pagarse a los nativos cooperativistas y cobrarse en forma de multa.
La amalgama de diferentes grupos étnicos y religiosos en una federación creó una tensión interna que persiste en Nigeria hasta el día de hoy.

## Orígenes de la influencia británica
En el siglo XVIII, el Imperio británico y otras potencias europeas tenían asentamientos y fuertes en el oeste de África, pero aún no habían establecido las colonias de plantación a gran escala que existían en las Américas. Adam Smith escribió en 1776 que las sociedades africanas estaban mejor establecidas y eran más pobladas que las de las Américas, creando así una barrera más formidable para la expansión europea.
Los elementos anteriores relacionados con esto fueron la fundación de la colonia de Sierra Leona en 1787 como refugio para los esclavos liberados, el movimiento misionero independiente que pretendía llevar el cristianismo al Imperio de Edo, y los programas de exploración patrocinados por las sociedades científicas y los grupos científicos, como la Asociación Africana con sede en Londres.
Los líderes locales, conscientes de la situación en las Indias Occidentales, la India y otros lugares, reconocieron los riesgos de la expansión británica. En 1860, un jefe de Bonny explicó que rechazó un tratado británico debido a la tendencia a "inducir a los jefes a firmar un tratado cuyo significado no entendían, para luego apoderarse del país".

### Comercio esclavista y abolición

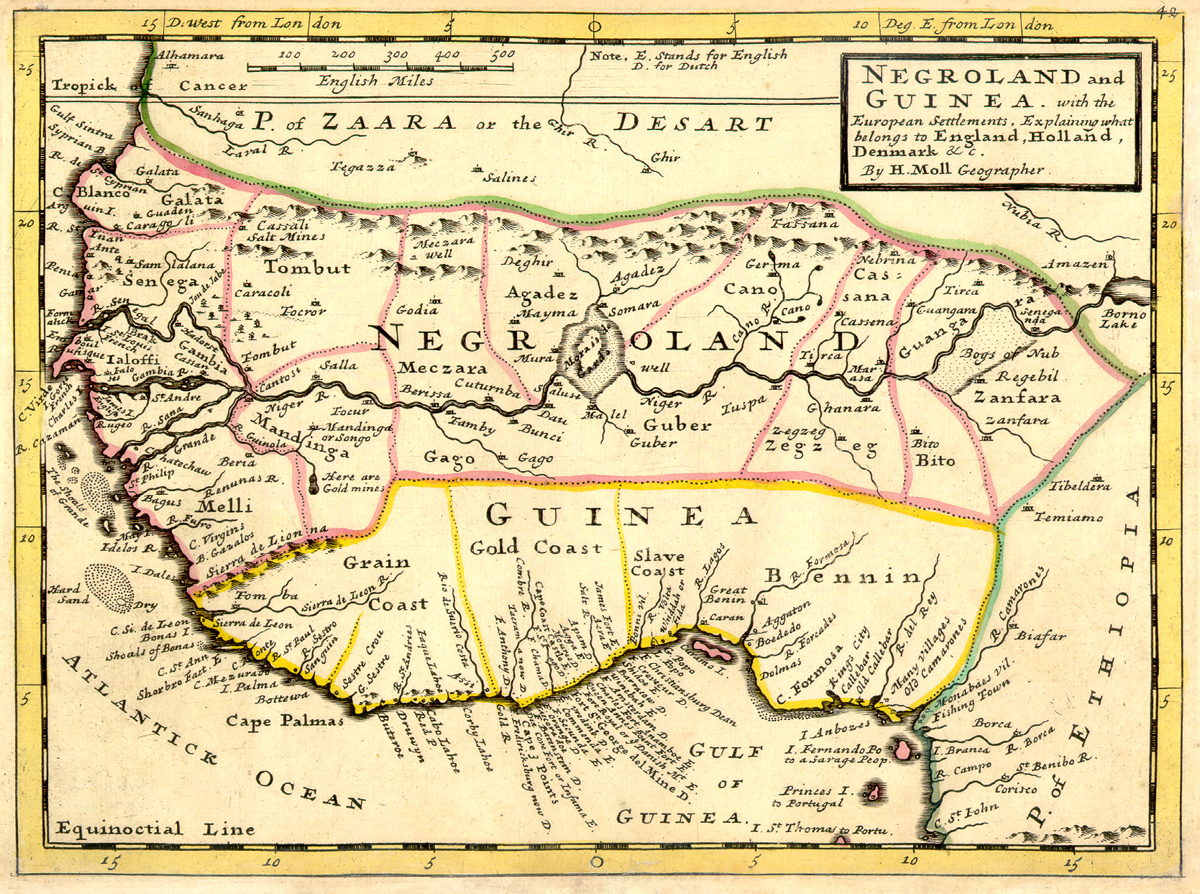
Mapa de Negroland y Guinea incluyendo la Costa de los Esclavos, 1736, por el cartógrafo londinense Hermann Moll

El comercio de esclavos europeos procedentes de África Occidental comenzó antes de 1650, con personas capturadas a un ritmo de unas 3.000 al año. Esta tasa se elevó a 20.000 por año en el último cuarto de siglo. La trata de esclavos fue más intensa en el período 1700-1850, con un promedio de 76.000 personas sacadas de África cada año entre 1783 y 1792. Al principio, el comercio se centró en el África Centro-Occidental, actualmente el Congo. Pero en la década de 1700, la Cuenca de Benín (también conocida como la Costa de los Esclavos) se convirtió en el siguiente centro más importante. Ouidah (que ahora forma parte de Benín) y Lagos eran los principales puertos de la costa. Entre 1790 y 1807, los traficantes de esclavos, predominantemente británicos, compraban entre 1.000 y 2.000 esclavos cada año solo en Lagos. Posteriormente, el comercio continuó bajo el dominio de los portugueses. En la cuenca de Biafra, los principales puertos eran el Viejo Calabar (Akwa Akpa), Bonny y el Nuevo Calabar. A partir de 1740, los británicos fueron los principales traficantes europeos de esclavos de esta zona. En 1767, los comerciantes británicos facilitaron una notoria masacre de cientos de personas en Calabar después de invitarlos a subir a sus barcos, aparentemente para resolver una disputa local.
En 1807, el Parlamento del Reino Unido promulgó la Ley sobre la trata de esclavos, que prohibía a los súbditos británicos participar en la trata de esclavos. Posteriormente, Gran Bretaña ejerció presión sobre otras potencias europeas para que también pusieran fin a la trata de esclavos. Hizo tratados antiesclavistas con las potencias de África Occidental, que aplicó militarmente. Algunos de los tratados contenían prohibiciones sobre la diplomacia llevada a cabo sin el permiso británico, u otras promesas de cumplir con el dominio británico. Este escenario proporcionó una oportunidad para las expediciones navales y el reconocimiento en toda la región. Gran Bretaña también anexó Freetown en Sierra Leona, declarándola Colonia de la Corona en 1808.
La disminución del comercio condujo indirectamente al colapso de estados como el Imperio de Edo. Gran Bretaña se retiró del comercio de esclavos cuando era el principal transportista de esclavos a las Américas. Los franceses habían abolido la esclavitud después de la Revolución Francesa, aunque la restablecieron brevemente en sus colonias caribeñas bajo Napoleón. Francia vendió Luisiana a los Estados Unidos en 1803, el mismo año en que dejó de intentar recuperar Santo Domingo. Al final de las guerras napoleónicas, puso fin a la esclavitud en sus posesiones. Entre ellos, los franceses y los británicos habían comprado la mayoría de los esclavos vendidos en los puertos de Edo. La economía sufrió el declive de la trata de esclavos, aunque el considerable contrabando de esclavos a las Américas continuó durante años después.
Lagos se convirtió en un importante puerto de esclavos a finales del siglo XVIII y en la década de 1850. Gran parte de la trata de personas que se produjo allí fue nominalmente ilegal, y los registros de esta época y lugar no son exhaustivos. Según la Base de Datos del Viaje Transatlántico de Esclavos, 308.800 personas fueron vendidas a través del Atlántico desde Lagos en 1776-1850. Los comerciantes británicos y franceses hicieron una gran parte de este negocio hasta 1807, cuando fueron reemplazados por portugueses y españoles. Hacia 1826-1850 la Marina Real Británica intervino de manera significativa en las exportaciones de esclavos de Lagos.
El hecho de que la conquista británica de Nigeria fuera el resultado de un motivo benévolo para poner fin a la esclavitud, o de motivos más instrumentales de riqueza y poder, sigue siendo un tema de disputa entre los historiadores africanos y europeos. Muchos habitantes locales no estaban convencidos de la autoridad de la Corona para revertir completamente los atributos legales y morales de una institución social por medio de un decreto. A pesar de ello, la esclavitud había diezmado la población y alimentado la militarización y el caos, preparando así el camino para una colonización más agresiva.

### Misioneros
Los sacerdotes católicos portugueses que acompañaron a los comerciantes y funcionarios a la costa occidental africana introdujeron el cristianismo en el Imperio de Edo en el siglo XV. Se construyeron varias iglesias para servir a la comunidad de Edo y a un pequeño número de conversos africanos. Sin embargo, cuando se retiraron los contactos directos de los portugueses en la región, la influencia de los misioneros católicos disminuyó. En el siglo XVIII, la evidencia del cristianismo había desaparecido.
Aunque los eclesiásticos de Gran Bretaña habían influido en el impulso para abolir el comercio de esclavos, no se desarrolló una actividad misionera significativa para África hasta la década de 1840. Durante algún tiempo, los misioneros operaron en el área entre Lagos e Ibadán. Las primeras misiones fueron abiertas por la Sociedad Misionera de la Iglesia de Inglaterra (CMS). Otras denominaciones protestantes de Gran Bretaña, Canadá y Estados Unidos también abrieron misiones y, en la década de 1860, las órdenes religiosas católicas establecieron misiones. Los misioneros protestantes tendían a dividir el país en esferas de actividad para evitar la competencia entre ellos, y las misiones católicas evitaban igualmente la duplicación de esfuerzos entre las diversas órdenes religiosas que trabajaban allí. Los misioneros católicos eran particularmente activos entre los Igbo; los CMS trabajaban entre los Yoruba.
Inicialmente, la SMC promovió a los africanos a puestos de responsabilidad en el campo misionero; por ejemplo, nombraron a Samuel Ajayi Crowther como primer obispo anglicano del Níger. Crowther, un esclavo yoruba liberado, se había educado en Sierra Leona y en Gran Bretaña, donde fue ordenado antes de regresar a su tierra natal con el primer grupo de misioneros de la CMS. Los anglicanos y otros grupos religiosos tenían una política consciente de "iglesia nativa" para desarrollar instituciones eclesiásticas indígenas para independizarse de los europeos. Crowther fue sucedido como obispo por un clérigo británico. A largo plazo, la aceptación del cristianismo por parte de un gran número de nigerianos dependía de que las diversas denominaciones se adaptaran a las condiciones locales. Seleccionaron una proporción cada vez más alta del clero africano para las misiones.
En gran medida, los misioneros europeos asumieron el valor del dominio colonial en términos de promoción de la educación, la salud y las medidas de bienestar, reforzando así eficazmente la política colonial. Algunas comunidades cristianas africanas formaron sus propias iglesias independientes.
Los misioneros ganaron poder a lo largo del siglo XIX. Provocaron grandes transformaciones en la sociedad tradicional al erosionar las instituciones religiosas como el sacrificio humano, el infanticidio y las sociedades secretas, que anteriormente habían desempeñado un papel en la autoridad política y la vida comunitaria.

### Comercio
Los principales productos básicos del comercio legítimo eran el aceite y la nuez de palma, que se utilizaban en Europa para fabricar jabón y como lubricantes para la maquinaria, antes de que se desarrollaran productos derivados del petróleo con ese fin. Aunque este comercio creció en proporciones significativas -sólo las exportaciones de aceite de palma valían 1.000 millones de libras esterlinas al año en 1840- se concentraba cerca de la costa, donde las palmeras crecían en abundancia. Sin embargo, poco a poco, el comercio obligó a grandes cambios económicos y sociales en el interior, aunque apenas socavó la esclavitud y el comercio de esclavos. La incidencia de la esclavitud en las sociedades locales aumentó.
Al principio, la mayor parte del aceite de palma (y más tarde las semillas) procedía de Igboland, donde las palmeras formaban un dosel sobre las zonas densamente pobladas de los ngwa, el reino Nri, los awka y otros pueblos igbo. El aceite de palma se utilizaba localmente para cocinar, los granos eran una fuente de alimentos, los árboles se aprovechaban para el vino de palma, y las frondas se utilizaban como material de construcción. Para muchas familias Igbo fue un ajuste relativamente sencillo transportar el aceite a los ríos y arroyos que conducían al Delta del Níger para venderlo a los comerciantes europeos. La rápida expansión de las exportaciones, especialmente después de 1830, ocurrió precisamente en el momento en que las exportaciones de esclavos se derrumbaron. Los Igbo redirigieron a los esclavos hacia la economía doméstica, especialmente para cultivar el alimento básico, el ñame, en el norte de Igboland para su comercialización en todo el cinturón de palmeras. Como antes, los mercaderes de Aro dominaban el comercio en el interior del país, incluyendo los productos de palma hacia la costa y la venta de esclavos dentro de Igboland.
Entre 1815 y 1840, las exportaciones de aceite de palma se multiplicaron por 25, pasando de 800 a 20.000 toneladas por año. Los comerciantes británicos lideraron el comercio de aceite de palma, mientras que los portugueses y otros continuaron con el comercio de esclavos. Gran parte de este aceite se vendió en otros lugares del Imperio británico. Para producir todo este aceite, la economía de la región del sur pasó de ser principalmente de subsistencia a la producción de aceite de palma como cultivo comercial.
El delta del Níger y Calabar, que en su día fueron conocidos por la exportación de esclavos, se hizo notable por la exportación de aceite de palma. Las corrientes del Delta fueron llamadas "ríos de aceite". Las unidades económicas básicas de cada pueblo eran las "casas", entidades familiares que generaban lealtad para sus empleados. Una "casa" incluía a la familia extendida del comerciante, incluyendo a los criados y esclavos. Como su jefe, el maestro comerciante cobraba impuestos a otros comerciantes que eran miembros de su "casa"; mantenía un buque de guerra, una gran canoa de salvamento con capacidad para varias toneladas de carga y docenas de tripulantes, para la defensa del puerto. Siempre que un comerciante tenía el suficiente éxito como para mantener una canoa de guerra, se esperaba que formara su propia "casa". La competencia económica entre estas "casas" era tan feroz que el comercio a menudo estallaba en una batalla armada entre las tripulaciones de las grandes canoas.
Debido a los peligros del clima y las enfermedades tropicales para los europeos y a la ausencia de autoridades centralizadas en el continente que respondieran a sus intereses, los comerciantes europeos amarraban sus barcos fuera de los puertos o en el delta, y los utilizaban como estaciones de comercio y almacenes. Con el tiempo, construyeron depósitos en tierra firme y finalmente remontaron el río Níger para establecer estaciones en el interior. Un ejemplo fue el de Onitsha, donde podían negociar directamente con los proveedores locales y comprar productos que probablemente generaran beneficios.
Algunos comerciantes europeos se dedicaron a negocios legítimos solo cuando el comercio de esclavos se volvió demasiado peligroso. Los comerciantes sufrían los riesgos de su posición y creían que estaban a merced de los gobernantes costeros, a quienes consideraban impredecibles. Por consiguiente, a medida que el volumen de comercio aumentaba, los comerciantes solicitaron que el Gobierno británico nombrara un cónsul para cubrir la región. En consecuencia, en 1849, John Beecroft fue acreditado como cónsul para las bahías de Benín y Biafra, una jurisdicción que se extendía desde Dahomey hasta el Camerún. Beecroft fue el representante británico ante Fernando Po, donde estaba destacado el escuadrón de prevención de la Marina Real.
En 1850, los británicos crearon un "Tribunal de Equidad" en Bonny, supervisado por Beecroft, que se ocuparía de los litigios comerciales. En 1856 se estableció otro tribunal en Calabar, basado en un acuerdo con los comerciantes locales de Efik que les prohibía interferir con los comerciantes británicos. Estos tribunales contenían mayorías de miembros británicos y representaban un nuevo nivel de presunta soberanía británica en la Cuenca de Biafra.
África Occidental también compró las exportaciones británicas, suministrando el 30-40% de la demanda de algodón británico durante la Revolución Industrial de 1750-1790.

### Exploración
Al mismo tiempo, los científicos británicos estaban interesados en explorar el curso y los asentamientos relacionados a lo largo del río Níger. El delta enmascaraba la desembocadura del gran río y durante siglos los nigerianos optaron por no contar a los europeos los secretos del interior. En 1794 la Asociación Africana en Gran Bretaña encargó a Mungo Park, un médico y naturalista escocés, que buscara las cabeceras del Níger y siguiera el río río abajo. Al año siguiente, el parque llegó al alto Níger viajando hacia el interior desde el río Gambia. Aunque informó sobre el flujo del Níger hacia el este, se vio obligado a regresar cuando su equipo se perdió a manos de los traficantes de esclavos árabes musulmanes. En 1805 emprendió una segunda expedición, patrocinada por el Gobierno británico, para seguir el Níger hasta el mar. Su misión fracasó, pero Park y su grupo recorrieron más de 1.500 kilómetros, pasando por las partes occidentales del Califato de Sokoto, antes de ahogarse cuando sus barcos se volcaron en los rápidos cerca de Bussa.
En una expedición posterior al Califato de Sokoto, el explorador escocés Hugh Clapperton se enteró de la desembocadura del río Níger y de dónde llegaba al mar, pero después de sufrir malaria, depresión y disentería, murió antes de confirmarlo. Su criado, Richard Lander, y el hermano de Lander, John, fueron los que demostraron que el Níger desembocaba en el mar. Los hermanos Lander fueron capturados por los traficantes de esclavos del interior y vendidos por el río a un barco europeo que los esperaba.
Los primeros intentos británicos de abrir el comercio con el interior a través del Níger no pudieron superar el clima y las enfermedades como la malaria. Un tercio de las personas asociadas con una expedición fluvial de 1842 murió. En la década de 1850, se había descubierto que la quinina combatía la malaria y, con la ayuda de la medicina, un comerciante de Liverpool, Macgregor Laird, abrió el río. Los esfuerzos de Laird fueron estimulados por los informes detallados de un explorador alemán pionero, Heinrich Barth, que recorrió gran parte de Borno y el califato de Sokoto, donde registró información sobre la geografía, la economía y los habitantes de la región.

## Primeras reivindicaciones coloniales

### Colonia de Lagos

Bandera de la Colonia de Lagos (1886–1906)

El primer ministro británico Lord Palmerston en 1851 hizo uso de las divisiones en la política nativa, de la presencia de misioneros cristianos y de las maniobras del cónsul británico John Beecroft para alentar el derrocamiento del régimen esclavista. En 1851 el depuesto rey Akintoye de Lagos buscó la ayuda británica para restaurarlo en el trono. Beecroft aceptó con la condición de que se aboliera el comercio de esclavos y que los comerciantes británicos tuvieran el monopolio de las mercancías. La Marina Real bombardeó Lagos en noviembre de 1851, derrocó al pro-esclavista Oba Kosoko y estableció un tratado con el recién instalado Oba Akintoye, que era un dócil títere no comerciante de esclavos. Lagos fue anexionado como Colonia de la Corona en 1861 mediante el Tratado de Cesión de Lagos.
La expansión británica se aceleró en las últimas décadas del siglo XIX. La historia temprana de la Colonia de Lagos fue uno de los repetidos intentos de poner fin a las guerras yoruba. Ante las amenazas a los estados yoruba divididos por Dahomey y el califato de Sokoto, representado por el emirato de Ilorin, el gobernador británico -con la ayuda de la CMS- logró imponer acuerdos de paz en el interior.
La Lagos colonial era un puerto cosmopolita muy concurrido. Su arquitectura era de estilo victoriano y brasileño, ya que muchos de la élite negra eran angloparlantes de Sierra Leona y libertos repatriados de Brasil y Cuba. Sus residentes trabajaban en puestos oficiales y se dedicaban a los negocios. Los africanos también estaban representados en el Consejo Legislativo de Lagos, una asamblea nombrada en gran parte. La colonia fue gobernada en última instancia por la Oficina Colonial Británica en Londres.
El capitán John Glover, administrador de la colonia, creó una milicia de tropas Hausa en 1861. Ésta se convirtió en la Policía de Lagos y, posteriormente, en la Fuerza de Policía de Nigeria.
En 1880, el gobierno británico y los comerciantes desmonetizaron el dólar de María Teresa, para consternación de sus poseedores locales, a favor de la libra. En 1891, la Corporación Bancaria Africana fundó el Banco del África Occidental Británico en Lagos.

### Protectorado de los Ríos de Aceite y Protectorado de la Costa del Níger

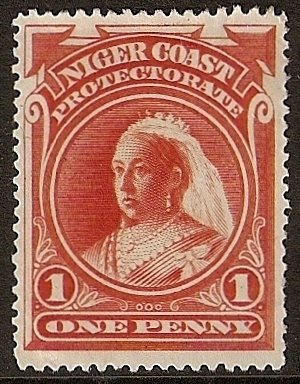
La reina Victoria en un sello del Protectorado de la Costa del Níger, 1894

Después de la Conferencia de Berlín de 1884, Gran Bretaña anunció la formación del Protectorado de los Ríos de Aceite, que incluía el Delta del Níger y se extendía hacia el este hasta Calabar, donde el Consulado General británico fue reubicado de Fernando Po. El protectorado se organizó para controlar y desarrollar el comercio que bajaba del Níger. Se asignaron vicecónsules a los puertos que ya habían celebrado tratados de cooperación con el Ministerio de Asuntos Exteriores. Los gobernantes locales continuaron administrando sus territorios, pero las autoridades consulares asumieron la jurisdicción de los tribunales de equidad establecidos anteriormente por las comunidades mercantiles extranjeras. Se creó una fuerza policial que se utilizó para pacificar la zona costera.
En 1894 el territorio fue rediseñado como Protectorado de la Costa del Níger y se amplió para incluir la región desde Calabar hasta la Colonia y el Protectorado de Lagos, incluyendo el interior, y hacia el norte por el río Níger hasta Lokoja, la sede de la Compañía Real del Níger. Como protectorado, no tenía el estatus de colonia, por lo que sus funcionarios eran nombrados por el Ministerio de Asuntos Exteriores y no por el Ministerio de Colonias.
En 1891, el Consulado estableció la Fuerza del Protectorado de la Costa del Níger.

## Real  Compañía del Níger

Bandera de la Real Compañía del Níger (1888–1899)

El comercio legítimo de productos básicos atrajo a varios comerciantes británicos al río Níger, así como a algunos hombres que habían participado anteriormente en el comercio de esclavos pero que ahora cambiaron su línea de productos. Las grandes empresas que posteriormente abrieron depósitos en las ciudades del delta y en Lagos eran tan competitivas como las propias ciudades del delta y con frecuencia utilizaban la fuerza para obligar a los posibles proveedores a aceptar contratos y satisfacer sus demandas. Hasta cierto punto, la competencia entre estas empresas socavó su posición colectiva frente a los comerciantes locales.

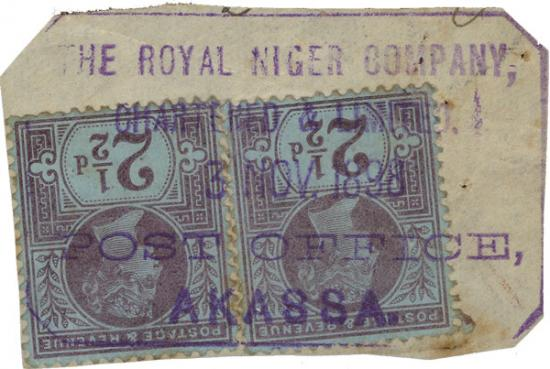
Sellos británicos usados en 1898 en Akassa por la Real Compañía del Níger

Por lo tanto, en la década de 1870, George Taubman Goldie comenzó a amalgamar empresas en la United African Company, que pronto pasó a llamarse National African Company y que finalmente se convirtió en la Royal Niger Company o Real Compañía del Níger.
La Royal Niger Company estableció su sede en el interior del país en Lokoja, que era el principal puerto comercial de la compañía, desde donde comenzó a asumir la responsabilidad de la administración de las zonas a lo largo de los ríos Níger y Benue donde mantenía depósitos. Pronto obtuvo un virtual monopolio sobre el comercio a lo largo del río.
La empresa interfirió en el territorio a lo largo del Níger y el Benue, y a veces se vio envuelta en graves conflictos cuando su policía nativa, dirigida por los británicos, interceptó las redadas de esclavos o intentó proteger las rutas comerciales. La empresa negoció tratados con Sokoto, Gwandu y Nupe que fueron interpretados como una garantía de acceso exclusivo al comercio a cambio del pago de un tributo anual. Los funcionarios del califato de Sokoto consideraron estos tratados de manera muy diferente; desde su punto de vista, a los británicos solo se les concedieron derechos extraterritoriales que no impidieron acuerdos similares con los alemanes y los franceses, y ciertamente no renunciaron a la soberanía.
La empresa se consideraba el único gobierno legítimo de la zona, con poderes ejecutivos, legislativos y judiciales todos subordinados a la regla de un consejo creado por la junta directiva de la empresa en Londres. El consejo estaba encabezado por un Gobernador. El Vicegobernador actuaba como administrador político del territorio de la empresa y nombraba a tres funcionarios en Nigeria para que llevaran a cabo la labor de administración. Estos eran el Agente General, el Oficial Judicial Superior y el Comandante de la Policía. Sin embargo, la empresa aceptó que los reyes locales pudieran actuar como socios en la gobernanza y el comercio.  Por lo tanto, contrató a intermediarios nativos que podían llevar a cabo tareas de diplomacia, comercio e inteligencia en el área local.
La empresa, como era común entre las empresas europeas en África, pagaba a sus trabajadores nativos en trueque. A principios de siglo, el salario máximo era de cuatro bolsas de sal (precio de venta al público de la empresa, 3s 9d) por un mes de trabajo. El comercio también se realizaba a través de un mecanismo de trueque y crédito. Los bienes se ponían a disposición de los intermediarios africanos a crédito, quienes debían comerciar con ellos a un precio preestablecido y entregar los beneficios a la empresa. Las principales importaciones de la empresa en la zona incluían la ginebra y las armas de fuego de baja calidad.
En la década de 1880, la National African Company se convirtió en la potencia comercial dominante, pasando de 19 a 39 estaciones entre 1882 y 1893. En 1886, Taubman obtuvo una carta real y su compañía se convirtió en la Royal Niger Company. El estatuto permitía a la compañía recoger las aduanas y hacer tratados con los líderes locales.
Bajo la dirección de Goldie, la Royal Niger Company contribuyó a privar a Francia y Alemania del acceso a la región. Por consiguiente, bien podría merecer el epíteto de "padre de Nigeria", que los historiadores le concedieron. Definitivamente sentó las bases de las reivindicaciones británicas.
La Real Compañía del Níger tenía sus propias fuerzas armadas. Esto incluía una flota fluvial que utilizaba para ataques de represalia contra las aldeas que no cooperaban.
La postura imperialista de Gran Bretaña se volvió más agresiva hacia el final del siglo. El nombramiento de Joseph Chamberlain como secretario colonial en 1895 marcó especialmente un cambio hacia nuevas ambiciones territoriales del Imperio británico. Económicamente, los administradores coloniales locales también presionaron para la imposición del dominio colonial británico, creyendo que el comercio y los impuestos realizados en libras esterlinas resultarían mucho más lucrativos que un comercio de trueque que sólo producía derechos de aduana.

### Conquistas militares
Los británicos lideraron una serie de campañas militares para ampliar su esfera de influencia y expandir sus oportunidades comerciales. La mayoría de los combates fueron realizados por soldados de Hausa, reclutados para luchar contra otros grupos. Las armas superiores, las tácticas y la unidad política de los británicos son comúnmente dadas como razones para su decisiva victoria final.
En 1892, las fuerzas británicas se propusieron luchar contra el Reino de Ijebu, que se había resistido a los misioneros y a los comerciantes extranjeros. La justificación legal de esta campaña fue un tratado firmado en 1886, cuando los británicos intervinieron como pacificadores para poner fin a la guerra de Ekiti-Parapo, que imponía requisitos de libre comercio y ordenaba que todas las partes siguieran utilizando los canales británicos para la diplomacia. Aunque los ijebu tenían algunas armas, fueron eliminados por los Maxims británicos, la primera ametralladora. Con esta victoria, los británicos pasaron a conquistar el resto de Yoruba, que también se había debilitado por dieciséis años de guerra civil. En 1893, la mayoría de las otras entidades políticas en tierra Yoruba reconocieron la necesidad práctica de firmar otro tratado con los británicos, este se unió explícitamente con el protectorado de Lagos.
En 1896-1897 las fuerzas del Protectorado de la Costa del Níger lucharon con los restos del Imperio de Edo. Tras la derrota de una incursión infructuosa del Cónsul General James R. Phillips, una fuerza de represalia mayor capturó la ciudad de Benín y condujo a Ovonramwen, el Oba de Benín, al exilio.
Los británicos tuvieron dificultades para conquistar Igboland, que carecía de una organización política central. En nombre de la liberación de los Igbos de la Confederación de Aro, los británicos lanzaron la Guerra Anglo-Aro de 1901-1902. A pesar de la conquista de los pueblos mediante la quema de casas y cultivos, el continuo control político sobre los Igbos seguía siendo esquivo. Las fuerzas británicas iniciaron misiones anuales de pacificación para convencer a los locales de la supremacía británica. 
La campaña contra el califato de Sokoto comenzó en 1900 con la creación del Protectorado del Norte de Nigeria, bajo la dirección del gobernador Lugard. Los británicos capturaron Kano en 1903. Batallas estallaron esporádicamente a lo largo de 1906. Lugard tardó en describir estas excursiones a la Oficina Colonial, que se enteraría de los preparativos para atacar Kano por los periódicos en diciembre de 1902. No queriendo parecer fuera de control o débiles, aprobaron la expedición (dos días después de que comenzara) el 19 de enero de 1903. En general, la Oficina Colonial permitió que las expediciones de Lugard continuaran porque fueron incriminadas como represalias y, como Olivier comentó en 1906, "Si los millones de personas [en Nigeria] que no nos quieren allí una vez se dan cuenta de que nuestra gente puede ser asesinada con impunidad, no tardarán en intentarlo".

## Surgimiento del nacionalismo del sur de Nigeria
El colonialismo británico creó Nigeria, uniendo a diversos pueblos y regiones en una entidad política artificial a lo largo del río Níger. El nacionalismo que se convirtió en un factor político en Nigeria durante el período de entreguerras se derivó tanto de un viejo particularismo político como de un amplio panafricanismo, más que de cualquier sentido entre la gente de una nacionalidad nigeriana común. El objetivo de los activistas inicialmente no era la autodeterminación, sino una mayor participación a nivel regional en el proceso gubernamental.
Las inconsistencias en la política británica reforzaron las divisiones existentes basadas en animosidades regionales, ya que los británicos trataron tanto de preservar las culturas indígenas de cada área como de introducir la tecnología moderna y los conceptos políticos y sociales occidentales. En el norte, las apelaciones a la legitimidad islámica sostuvieron el gobierno de los emires, de modo que los sentimientos nacionalistas se relacionaron con los ideales islámicos. Los nacionalistas modernos del sur, cuyo pensamiento estaba moldeado por las ideas europeas, se oponían al gobierno indirecto, ya que creían que había fortalecido lo que ellos consideraban una clase dominante anacrónica y excluía a la élite occidentalizada emergente.
Los nacionalistas del sur se inspiraron en una variedad de fuentes, incluyendo a destacados activistas con base en Estados Unidos como Marcus Garvey y W.E.B. Du Bois. Los estudiantes nigerianos en el extranjero, particularmente en las escuelas británicas, se unieron a los de otras colonias en grupos panafricanos como la Unión de Estudiantes de África Occidental, fundada en Londres en 1925. Los primeros nacionalistas tendieron a ignorar a Nigeria como foco de patriotismo. Sus denominadores comunes tendían a basarse en la nueva conciencia étnica asertiva, particularmente la de los yoruba e igbo. A pesar de la aceptación de las influencias europeas y norteamericanas, los nacionalistas criticaron el colonialismo por su incapacidad de apreciar la antigüedad, la riqueza y la complejidad de las culturas indígenas. Querían el autogobierno, alegando que sólo el dominio colonial impedía que las fuerzas progresistas de Nigeria y otros estados se desataran.
La oposición política al dominio colonial a menudo asumía dimensiones religiosas. A finales del siglo XIX habían surgido iglesias cristianas independientes. Las interpretaciones europeas de la ortodoxia cristiana se negaron en algunos casos a permitir la incorporación de las costumbres y prácticas locales, aunque las diversas denominaciones misioneras interpretaron el cristianismo de diferentes maneras. La mayoría de los europeos tendían a pasar por alto sus propias diferencias y se sorprendían y escandalizaban de que los nigerianos quisieran desarrollar nuevas denominaciones independientes del control europeo. Las sectas protestantes habían florecido en el cristianismo desde la Reforma; el surgimiento de iglesias cristianas independientes en Nigeria (al igual que las denominaciones negras en los Estados Unidos) fue otra fase de esta historia. Los púlpitos de las congregaciones independientes se convirtieron en vías para la libre expresión de los críticos del dominio colonial.
En la década de 1920, los nigerianos comenzaron a formar una variedad de asociaciones, tales como asociaciones profesionales y de negocios, como la Unión Nigeriana de Profesores; la Asociación Jurídica Nigeriana, que reunió a abogados, muchos de los cuales habían sido educados en Gran Bretaña; y la Asociación de Comerciantes de Productos Nigerianos, dirigida por Obafemi Awolowo. Aunque inicialmente se organizaron por razones profesionales y fraternales, se trataba de centros de personas instruidas que tuvieron la oportunidad de desarrollar sus habilidades de liderazgo en las organizaciones, así como de formar amplias redes sociales.
En la década de 1920 también surgieron organizaciones étnicas y de parentesco que a menudo adoptaron la forma de una unión tribal. Estas organizaciones eran principalmente fenómenos urbanos que surgieron después de que numerosos migrantes rurales se trasladaran a las ciudades. Alienados por el anonimato del entorno urbano y unidos por los lazos con sus patrias étnicas -así como por la necesidad de ayuda mutua- los nuevos habitantes de la ciudad formaron clubes locales que más tarde se expandieron en federaciones que cubrían regiones enteras. A mediados de los años cuarenta, los principales grupos étnicos habían formado asociaciones como la Unión Federal de Igbo y la Egbe Omo Oduduwa (Sociedad de los Descendientes de Oduduwa), un movimiento cultural yoruba en el que los awolowo desempeñaban un papel destacado. En algunos casos, la asignación británica de personas a grupos étnicos, y el tratamiento basado en líneas étnicas, condujo a la identificación con la etnia donde antes no existía ninguna.
Un tercer tipo de organización que era más marcadamente política era el grupo de jóvenes o estudiantes, que se convertía en el vehículo de los intelectuales y profesionales. Eran el segmento de la población con mayor conciencia política y crearon la vanguardia del movimiento nacionalista. Los periódicos, algunos de los cuales se publicaron antes de la Primera Guerra Mundial, cubrían las opiniones nacionalistas.
La constitución de 1922 brindó a los nigerianos la oportunidad de elegir un puñado de representantes para el Consejo Legislativo. La principal figura en la actividad política que siguió fue Herbert Macauley, a menudo llamado el padre del nacionalismo nigeriano. Despertó la conciencia política a través de su periódico, el Lagos Daily News. También dirigió el Partido Democrático Nacional de Nigeria, que dominó las elecciones en Lagos desde su fundación en 1922 hasta el ascenso del Movimiento Juvenil Nacional en 1938. Su plataforma política abogaba por el desarrollo económico y educativo, la africanización de la administración pública y el autogobierno de Lagos. Es significativo que el PDNN (o NNDP por sus siglas en inglés) de Macauley siguiera siendo casi enteramente un partido de Lagos, popular solo en la zona cuya gente ya tenía experiencia en la política electoral.
El Movimiento Nacional de la Juventud utilizó la retórica nacionalista para agitar en favor de mejoras en la educación. El movimiento puso en conocimiento del público una larga lista de futuros líderes, incluyendo a H.O. Davies y Nnamdi Azikiwe. Aunque Azikiwe fue reconocido más tarde como el principal portavoz de la unidad nacional, cuando regresó de su formación universitaria en Estados Unidos, su perspectiva era más panafricana que nacionalista, y hacía hincapié en la lucha común africana contra el colonialismo europeo. (Esto también reflejaba el creciente panafricanismo entre los activistas estadounidenses de la época). Azikiwe tenía menos interés en los objetivos puramente nigerianos que Davies, un estudiante de Harold Laski en la London School of Economics, cuya orientación política se consideraba de izquierda.
En 1938 el Movimiento Nacional de la Juventud estaba agitando por el estatus de dominio dentro de la Mancomunidad Británica de Naciones, para que Nigeria tuviera el mismo estatus que Canadá y Australia. En las elecciones de ese año, el NYM terminó con el dominio del NNDP en el Consejo Legislativo y trabajó para establecer una red nacional de afiliados. Tres años más tarde surgieron divisiones internas dominadas por las principales lealtades étnicas. La salida de Azikiwe y otros miembros Igbo de la NYM dejó la organización en manos yorubas. Durante la Segunda Guerra Mundial, Awolowo la reorganizó como un partido político predominantemente yoruba, el Grupo de Acción. La rivalidad entre yorubas e igbos se hizo cada vez más importante en la política nigeriana.

### Segunda Guerra Mundial
Durante la Segunda Guerra Mundial, tres batallones del Regimiento de Nigeria lucharon en la Campaña de África Oriental. Las unidades nigerianas también contribuyeron a dos divisiones que sirvieron con las fuerzas británicas en Palestina, Marruecos, Sicilia y Birmania, donde ganaron muchos honores. Las experiencias en tiempos de guerra proporcionaron un nuevo marco de referencia para muchos soldados, que interactuaron a través de las fronteras étnicas de formas inusuales en Nigeria. La guerra también hizo que los británicos revalorizaran el futuro político de Nigeria. Los años de la guerra trajeron una polarización entre los líderes más viejos y más parroquiales, inclinados hacia el gradualismo, y los intelectuales más jóvenes, que pensaban en términos más inmediatos.
El rápido crecimiento del trabajo organizado en la década de 1940 también trajo consigo nuevas fuerzas políticas. Durante la guerra, el número de miembros de los sindicatos se sextuplicó hasta llegar a 30.000. La proliferación de organizaciones laborales fragmentó el movimiento y los líderes potenciales carecían de la experiencia y la habilidad para unir a los trabajadores.
El Grupo de Acción fue en gran medida la creación de Awolowo, Secretario General de Egbe Omo Oduduwa y líder de la Asociación de Comerciantes de Productos de Nigeria. El Grupo de Acción fue así el heredero de una generación de floreciente conciencia cultural entre los yoruba y también tenía valiosas conexiones con intereses comerciales que eran representativos del avance económico comparativo de la Región Occidental. Awolowo tuvo pocas dificultades para atraer a amplios segmentos de la población yoruba, pero trabajó para evitar que el Grupo de Acción fuera estigmatizado como un grupo "tribal". A pesar de sus esfuerzos algo exitosos por conseguir el apoyo de los no yoruba, el sentimiento regionalista que había estimulado al partido en un principio continuó.
Los segmentos de la comunidad yoruba tenían sus propias animosidades y surgieron nuevas rivalidades. Por ejemplo, muchas personas en Ibadán se opusieron a Awolowo por motivos personales debido a su identificación con los yoruba Ijebu. A pesar de estas dificultades, el Grupo de Acción construyó rápidamente una organización eficaz. Su programa reflejaba una mayor planificación y estaba más orientado ideológicamente que el del Consejo Nacional de Nigeria y Camerún. Aunque carecía de la personalidad convincente de Azikiwe, Awolowo fue un formidable polemista, así como un vigoroso y tenaz activista político. Utilizó por primera vez en Nigeria técnicas electorales modernas, a veces extravagantes. Entre sus principales lugartenientes se encontraban Samuel Akintola de Ibadán y el Oni de Ife, el más importante de los monarcas yoru.
El Grupo de Acción apoyó consistentemente las demandas de los grupos minoritarios de estados autónomos dentro de una estructura federal, así como la separación de un estado del medio oeste de la Región Occidental. Asumió que se harían alteraciones comparables en otros lugares, actitud que ganó el apoyo de la minoría del partido con su voto en las otras regiones. Apoyó el irredentismo yoruba en el emirato de Ilorin, gobernado por los fulanis, en la región norte, y los movimientos separatistas entre los que no son igbo en la región este.
El Congreso del Pueblo del Norte fue organizado a finales de los años 40 por un pequeño grupo de nigerianos del norte educados en el oeste. Habían obtenido el consentimiento de los emires para formar un partido político que contrarrestara las actividades de los partidos del sur. Representaba un elemento sustancial de reformismo en el norte. La figura más poderosa del partido era Ahmadu Bello, el Sardauna de Sokoto.
Bello quería proteger las instituciones sociales y políticas del norte de la influencia del sur. Insistió en mantener la integridad territorial de la región del norte. Estaba dispuesto a introducir cambios educativos y económicos para fortalecer el norte. Aunque sus propias ambiciones se limitaban a la Región Norte, Bello apoyó los exitosos esfuerzos del CPN por movilizar la gran fuerza de votos del norte para ganar el control del gobierno nacional.
La plataforma del CPN enfatizó la integridad del norte, sus tradiciones, religión y orden social. El apoyo a las amplias preocupaciones nigerianas ocupó un claro segundo lugar. La falta de interés en extender el CPN más allá de la Región Norte correspondía a esta orientación estrictamente regional. Sus miembros activistas provenían del gobierno local y de funcionarios del emirato que tenían acceso a los medios de comunicación y a la autoridad tradicional represiva que podía mantener a raya a la oposición.
El pequeño contingente de norteños que habían sido educados en el extranjero -un grupo que incluía a Abubakar Tafawa Balewa y Aminu Kano- se alió con los esfuerzos apoyados por los británicos para introducir un cambio gradual en los emiratos. Los emires apoyaron una modernización limitada, en gran parte por el temor a la presencia inquietante de los sureños en el norte, y al observar las mejoras en las condiciones de vida en el sur. Los líderes del Norte comprometidos con la modernización también estaban firmemente conectados a la estructura tradicional de poder. La mayoría de los problemas internos se ocultaron, y no se toleró una oposición abierta a la dominación de la aristocracia musulmana. Los críticos, incluidos los representantes del cinturón medio que se resentían a la dominación musulmana, fueron relegados a partidos pequeños y periféricos o a movimientos separatistas sin importancia.
En 1950, Aminu Kano, quien había sido fundamental en la fundación del CPN, se separó para formar la Unión Progresista de los Elementos del Norte, en protesta contra los objetivos limitados del CPN y lo que él consideraba una vana esperanza de que los gobernantes tradicionales aceptaran la modernización.
El CPN siguió representando los intereses del orden tradicional en las deliberaciones previas a la independencia. Después de la deserción de Kano, el único desacuerdo importante dentro del CPN estaba relacionado con los moderados. Hombres como Balewa creían que sólo superando el atraso político y económico podría el CPN proteger los fundamentos de la autoridad tradicional del Norte contra la influencia del Sur más avanzado.
En las tres regiones, los partidos minoritarios representaban los intereses especiales de los grupos étnicos, sobre todo porque se veían afectados por la mayoría. Nunca pudieron elegir delegaciones legislativas importantes, pero sirvieron como medio de expresión pública de las preocupaciones de las minorías. Recibieron la atención de los partidos principales antes de las elecciones, en las que o bien un partido dominante de otra región o bien el partido de la oposición de su región buscaron su alianza.
Los partidos políticos se disputaban posiciones de poder en previsión de la independencia de Nigeria. Se promulgaron tres constituciones entre 1946 y 1954. Aunque cada una generó una considerable controversia política, movieron al país hacia una mayor autonomía interna, con un papel cada vez más importante de los partidos políticos. La tendencia fue hacia el establecimiento de un sistema parlamentario de gobierno, con asambleas regionales y una Cámara de Representantes federal.
En 1946, el Parlamento británico aprobó una nueva constitución en Westminster y la promulgó en Nigeria. Aunque reservaba el poder efectivo en manos del Gobernador General y su Consejo Ejecutivo designado, la llamada Constitución de Richards (en honor al Gobernador General Sir Arthur Richards, responsable de su formulación) preveía un Consejo Legislativo ampliado, facultado para deliberar sobre cuestiones que afectaban a todo el país. Se establecieron órganos legislativos separados, las cámaras de asamblea, en cada una de las tres regiones para examinar las cuestiones locales y asesorar a los vicegobernadores. La introducción del principio federal, con la delegación de la autoridad de deliberación en las regiones, significó el reconocimiento de la diversidad del país. Aunque es realista en su evaluación de la situación en Nigeria, la Constitución de Richards sin duda intensificó el regionalismo como una alternativa a la unificación política.
El ritmo del cambio constitucional se aceleró después de la promulgación de la Constitución de Richards. Fue suspendida en 1950 en contra de un llamado a una mayor autonomía, que resultó en una conferencia interparlamentaria en Ibadán en 1950. La conferencia redactó los términos de una nueva constitución. La llamada Constitución de Macpherson, después del Gobernador General en ejercicio, entró en vigor al año siguiente.
Las innovaciones más importantes de la nueva carta reforzaron el doble curso de la evolución constitucional, permitiendo tanto la autonomía regional como la unión federal. Al ampliar el principio electivo y al prever un gobierno central con un Consejo de Ministros, la Constitución de Macpherson dio un nuevo impulso a la actividad de los partidos y a la participación política a nivel nacional. Sin embargo, al establecer gobiernos regionales comparables que ejerzan amplios poderes legislativos, que no pueden ser anulados por la recién creada Cámara de Representantes federal de 185 escaños, la Constitución de Macpherson también dio un importante impulso al regionalismo. Las revisiones posteriores contenidas en la Constitución de Lyttleton, promulgada en 1954, establecieron firmemente el principio federal y prepararon el camino para la independencia.

### Regiones autónomas (1957)
En 1957, las regiones occidental y oriental se convirtieron formalmente en autónomas bajo el sistema parlamentario. Dos años más tarde, la Región Norte adquirió un estatus similar. Había numerosas diferencias de detalle entre los sistemas regionales, pero todos se adherían a las formas parlamentarias y eran igualmente autónomos en relación con el gobierno federal de Lagos. El gobierno federal conservó poderes específicos, incluyendo la responsabilidad de la banca, la moneda, los asuntos exteriores, la defensa, el transporte marítimo y la navegación y las comunicaciones, pero el verdadero poder político se centró en las regiones. De manera significativa, los gobiernos regionales controlaban los gastos públicos derivados de los ingresos recaudados dentro de cada región.
Las divisiones étnicas se intensificaron en la década de 1950. Los activistas políticos de las zonas del sur hablaron de autogobierno en términos de oportunidades educativas y desarrollo económico. Debido a la propagación de las escuelas de las misiones y a la riqueza derivada de los cultivos de exportación, los partidos del sur se comprometieron a aplicar políticas que beneficiaran al sur del país. En el norte, los emires tenían la intención de mantener un control firme sobre el cambio económico y político.
Cualquier actividad en el norte que pudiera incluir la participación del gobierno federal (y por consiguiente de los funcionarios del sur) se consideraba un desafío a la primacía de los emiratos. La ampliación de la participación política y la expansión de las oportunidades educativas y otros servicios sociales también se consideraban amenazas al statu quo. Una extensa población de inmigrantes del sur, especialmente Igbo, ya vivía en el norte; dominaban los cargos clericales y eran activos en muchos oficios.
La división entre los yoruba y los igbo se acentuaba por su competencia por el control de la maquinaria política. La retirada de la presencia británica permitió a los funcionarios y políticos locales acceder al patrocinio de los trabajos del gobierno, a los fondos para el desarrollo local, a los permisos de mercado, a las licencias comerciales, a los contratos gubernamentales e incluso a las becas para la educación superior. En una economía con muchos solicitantes cualificados para cada puesto, se generó un gran resentimiento por cualquier favoritismo que las autoridades mostraron a los miembros de su propio grupo étnico.
En el período inmediatamente posterior a la Segunda Guerra Mundial, Nigeria se benefició de una balanza comercial favorable. Aunque el ingreso per cápita en el país en su conjunto siguió siendo bajo en comparación con los estándares internacionales, el aumento de los ingresos del personal asalariado y la floreciente urbanización ampliaron la demanda de los consumidores de bienes importados.
Entretanto, el gasto del sector público aumentó de manera aún más espectacular que los ingresos por exportaciones. Fue apoyado no solo por los ingresos de los enormes excedentes agrícolas, sino también por una nueva gama de impuestos directos e indirectos impuestos durante los años 50. La transferencia de la responsabilidad de la gestión presupuestaria del gobierno central a los gobiernos regionales en 1954 aceleró el ritmo del gasto público en servicios y en proyectos de desarrollo. Los ingresos totales de los gobiernos centrales y regionales casi se duplicaron en relación con el producto interno bruto durante el decenio.
El acontecimiento más dramático que tuvo un efecto a largo plazo en el desarrollo económico de Nigeria fue el descubrimiento y la explotación de depósitos de petróleo. La búsqueda de petróleo, iniciada en 1908 y abandonada unos años más tarde, fue reactivada en 1937 por Shell y British Petroleum. La exploración se intensificó en 1946, pero el primer descubrimiento comercial no se produjo hasta 1956, en Olobiri, en el Delta del Níger. En 1958 se inició la exportación de petróleo nigeriano en las instalaciones construidas en Port Harcourt. Los ingresos del petróleo eran todavía marginales, pero las perspectivas de una continua expansión económica parecían brillantes y acentuaban las rivalidades políticas en vísperas de la independencia.
La elección de la Cámara de Representantes después de la adopción de la constitución de 1954 dio al CPN un total de setenta y nueve escaños, todos de la Región Norte. Entre los demás partidos principales, el CPN obtuvo cincuenta y seis escaños, ganando la mayoría tanto en la región oriental como en la occidental, mientras que el Grupo de Acción solo obtuvo veintisiete escaños. El CPN fue llamado a formar gobierno, pero el CNN recibió seis de los diez puestos ministeriales. Tres de estos puestos se asignaron a representantes de cada región, y uno se reservó para un delegado del norte de Camerún.
Como un paso más hacia la independencia, el Consejo Ejecutivo del Gobernador se fusionó con el Consejo de Ministros en 1957 para formar el Consejo Ejecutivo Federal de Nigeria. El líder parlamentario federal del CPN, Balewa, fue nombrado primer ministro. Balewa formó un gobierno de coalición que incluía al Grupo de Acción y al CNN para preparar al país para la retirada final de los británicos. Su gobierno guio al país durante los tres años siguientes, operando con una autonomía casi completa en los asuntos internos.

### Conferencias constitucionales en Reino Unido (1857-58)
La preparación de una nueva constitución federal para una Nigeria independiente se llevó a cabo en conferencias celebradas en la Casa de Lancaster en Londres en 1957 y 1958, las cuales fueron presididas por el Honorable Alan Lennox-Boyd, M.P., Secretario de Estado Británico para las Colonias. Los delegados nigerianos fueron seleccionados para representar a cada región y reflejar diversos matices de opinión. La delegación estaba encabezada por Balewa del CNP e incluía a los líderes del partido Awolowo del Grupo de Acción, Azikiwe del CNN y Bello del CPN; también eran los primeros ministros de las regiones Occidental, Oriental y Septentrional, respectivamente. La independencia se logró el 1 de octubre de 1960.
En diciembre de 1959 se celebraron elecciones para una nueva y ampliada Cámara de Representantes; 174 de los 312 escaños se asignaron a la región septentrional sobre la base de su mayor población. El CNP, que sólo presentó candidatos en la Región Norte, limitó la campaña a cuestiones locales, pero se opuso a la adición de nuevos regímenes. El CNP apoyó la creación de un estado del medio oeste y propuso el control federal de los servicios de educación y salud.
El Grupo de Acción, que llevó a cabo una animada campaña, favoreció un gobierno más fuerte y el establecimiento de tres nuevos estados, a la vez que abogó por la creación de una Federación de África Occidental que uniera a Nigeria con Ghana y Sierra Leona. La CPN obtuvo 142 escaños en la nueva legislatura. Balewa fue llamado a encabezar un gobierno de coalición CPN-NCNC, y Awolowo se convirtió en el líder oficial de la oposición.

## Nigeria independiente
Mediante una ley del Parlamento británico, Nigeria se independizó el 1 de octubre de 1960. Azikiwe se instaló como Gobernador General de la federación y Balewa continuó sirviendo como jefe de un gobierno parlamentario elegido democráticamente, pero ahora completamente soberano. El Gobernador General representaba al monarca británico como jefe de Estado y era nombrado por la Corona con el asesoramiento del primer ministro nigeriano en consulta con los primeros ministros de la región. El Gobernador General, a su vez, era responsable de nombrar al primer ministro y de elegir un candidato entre los líderes contendientes cuando no había mayoría parlamentaria. Por lo demás, la oficina del Gobernador General era esencialmente ceremonial.
El gobierno era responsable ante un Parlamento compuesto por la Cámara de Representantes, elegida por el pueblo, de 312 miembros, y el Senado, de 44 miembros, elegidos por las legislaturas regionales.
En general, las constituciones regionales seguían el modelo federal, tanto estructural como funcionalmente. El cambio más sorprendente se produjo en la Región Norte, donde las disposiciones especiales pusieron la constitución regional en consonancia con la ley y la costumbre islámicas. Sin embargo, la similitud entre la constitución federal y la regional fue engañosa y la conducción de los asuntos públicos reflejó grandes diferencias entre las regiones.
En febrero de 1961 se celebró un plebiscito para determinar la disposición de los Cameruneses del Sur y del Norte, administrados por Gran Bretaña como territorios en fideicomiso de las Naciones Unidas. Por abrumadora mayoría, los votantes del Camerún Meridional optaron por unirse al Camerún anteriormente administrado por Francia en lugar de integrarse con Nigeria como una región federada separada. En el norte del Camerún, sin embargo, el electorado mayoritariamente musulmán optó por fusionarse con la región septentrional de Nigeria.